# Royal Rumble (1990)
Royal Rumble 1990 est le troisième Royal Rumble, pay-per-view de catch de la World Wrestling Entertainment. Il s'est déroulé le 21 janvier 1990 au Orlando Arena de Orlando en Floride. 

## Résultats
| #                                                          | Résultats | Stipulations       | Commentaires | Durée |
| ---------------------------------------------------------- | --- | ------------------ | --- | ----- |
| Dark match                                                 | Paul Roma bat The Brooklyn Brawler                                                                                    | Match simple       | - Roma a effectué le tombé sur Brooklyn Brawler. | 6:13  |
| 1                                                          | The Bushwhackers (Butch Miller et Luke Williams) battent The Fabulous Rougeaus (Jacques et Raymond) (avec Jimmy Hart) | Tag team match     | - Butch a effectué le tombé sur Jacques après que les deux portaient le Battering Ram.                                                                                                  | 13:35 |
| 2                                                          | Brutus Beefcake a combattu The Genius pour une double-disqualification                                                | Match simple       | - Beefcake tentait de couper les cheveux de Genius après que l'arbitre Earl Hebner était mis KO. Après que Mr. Perfect attaquait Brutus, Hebner revenant disqualifiait les deux hommes. | 11:07 |
| 3                                                          | Ronnie Garvin bat Greg Valentine                                                                                      | Submission match   | - Garvin a fait abandonner Valentine sur un Reverse Figure Four Leg-lock. | 16:55 |
| 4                                                          | Jim Duggan bat The Big Boss Man (avec Slick) par disqualification                                                     | Match simple       | - Boss Man était disqualifié après avoir frappé Duggan avec son madrier. | 6:13  |
| 5                                                          | Hulk Hogan a remporté le Royal Rumble 1990                                                                            | Royal Rumble match | - Les deux derniers participants étaient Hulk Hogan et Mr Perfect. Hulk Hogan envoyant Mr Perfect par-dessus la troisième corde pour remporter le Royal Rumble 1990.                    | 58:46 |
| (c) désigne le champion défendant son titre dans le match. | |                    | |       |

## Entrées et éliminations du Royal Rumble
Un nouvel entrant arrivait approximativement toutes les 2 minutes.
| #Entrée | Entrant              | #Élimination | Éliminé par                                     | Temps |
| ------- | -------------------- | ------------ | ----------------------------------------------- | ----- |
| 1       | Ted DiBiase          | 18           | The Ultimate Warrior                            | 44:47 |
| 2       | Koko B. Ware         | 1            | Ted DiBiase                                     | 1:36  |
| 3       | Marty Jannetty       | 2            | Ted DiBiase                                     | 1:35  |
| 4       | Jake Roberts         | 3            | Randy Savage                                    | 10:03 |
| 5       | Randy Savage         | 4            | Dusty Rhodes                                    | 10:10 |
| 6       | Roddy Piper          | 7            | Bad News Brown                                  | 12:20 |
| 7       | The Warlord          | 5            | André the Giant                                 | 8:16  |
| 8       | Bret Hart            | 9            | Dusty Rhodes                                    | 16:16 |
| 9       | Bad News Brown       | 6            | Roddy Piper                                     | 6:04  |
| 10      | Dusty Rhodes         | 12           | Canadian Earthquake                             | 18:18 |
| 11      | André the Giant      | 10           | Ax and Smash                                    | 10:16 |
| 12      | The Red Rooster      | 8            | André the Giant                                 | 1:58  |
| 13      | Ax                   | 13           | Canadian Earthquake                             | 12:50 |
| 14      | Haku                 | 20           | Hulk Hogan                                      | 22:31 |
| 15      | Smash                | 16           | Haku                                            | 15:01 |
| 16      | Akeem                | 11           | Snuka                                           | 2:31  |
| 17      | Jimmy Snuka          | 19           | Hulk Hogan                                      | 17:03 |
| 18      | Dino Bravo           | 15           | The Ultimate Warrior                            | 6:13  |
| 19      | Canadian Earthquake  | 14           | Snuka, Smash, Haku, Ted DiBiase et Jim Neidhart | 2:31  |
| 20      | Jim Neidhart         | 17           | Rick Martel et The Ultimate Warrior             | 8:42  |
| 21      | The Ultimate Warrior | 25           | Hulk Hogan, Rick Rude et Barbarian              | 14:29 |
| 22      | Rick Martel          | 24           | The Ultimate Warrior                            | 8:14  |
| 23      | Tito Santana         | 21           | Rick Martel et The Ultimate Warrior             | 5:09  |
| 24      | The Honky Tonk Man   | 22           | Hulk Hogan                                      | 4:01  |
| 25      | Hulk Hogan           | -            | Vainqueur                                       | 12:49 |
| 26      | Shawn Michaels       | 23           | The Ultimate Warrior                            | 0:12  |
| 27      | The Barbarian        | 26           | Hercules                                        | 5:47  |
| 28      | Rick Rude            | 28           | Mr. Perfect                                     | 6:29  |
| 29      | Hercules             | 27           | Rick Rude                                       | 3:02  |
| 30      | Mr. Perfect          | 29           | Hulk Hogan                                      | 3:32  |

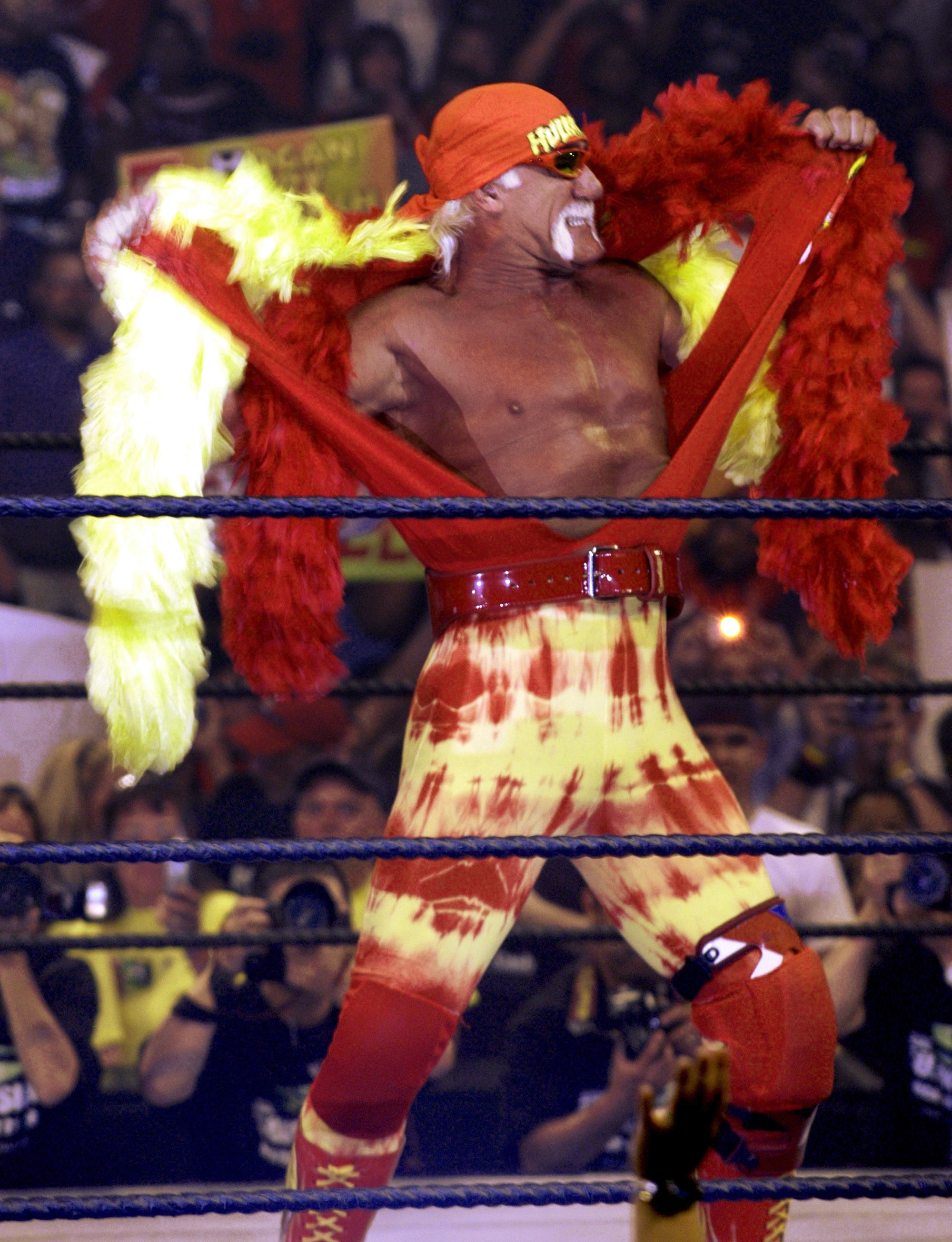
Hulk Hogan, vainqueur du Royal Rumble.

- The Ultimate Warrior est celui qui a éliminé le plus de catcheurs : 6.
- Hulk Hogan était champion de la WWF à ce moment-là.
- Ted Dibiase est celui qui est resté le plus longtemps sur le ring avec 44 minutes et 47 secondes. Il a battu le record de Mr Perfect en 1989 de 27 minutes et 58 secondes.
- Shawn Michaels est celui qui est resté le moins longtemps sur le ring avec 12 secondes.
- Hulk Hogan est celui qui a remporté le 3e Royal Rumble de toute l'histoire de la World Wrestling Federation.